# 德克薩斯理工大學系統

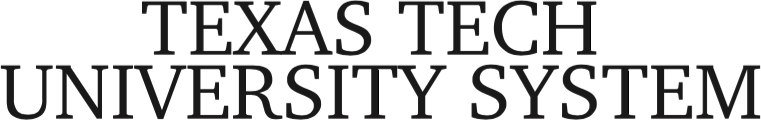
德克萨斯理工大学系统标志

德克薩斯理工大學系統（Texas Tech University System，或稱德州理工大學系統）由5所高等教育機構所構成，包含三所大學以及二所醫學中心。該系統的總部位於德克薩斯州拉巴克的德克薩斯理工大學校園的行政大樓內。

## 學術機構

### 大學
- 德克薩斯理工大學（成立於1923年）
- 安吉洛州立大學（成立於1928年）
- 中西部州立大學（成立於1922年）

### 醫學中心
- 德克薩斯理工大學醫學中心
- 德克薩斯理工大學醫學中心埃爾帕索分校

## 外部連結
- 官方网站